# 트리지나

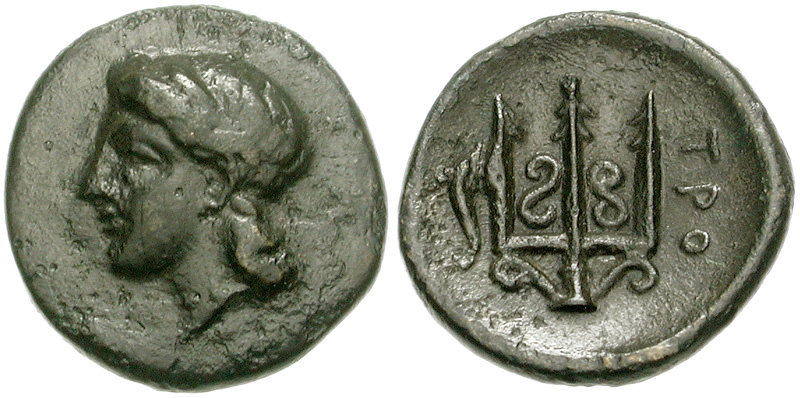
트리지나의 동전, 325-300 BC. 전면: 끈을 맨 아테나의 머리 후면: 화려하게 장식된 삼지창의 머리; 왼쪽에는 돌고래가 위를 보고 있고 ΤΡΟ(ΙΖΗΝΙΩΝ) "트로이젠의"라고 적혀있다.

트리지나(현대 그리스어: Τροιζήνα) 또는 트로이젠(고대 그리스어: Τροιζήν)은 그리스 펠로폰네소스반도 북동부에 있는 작은 마을로, 아테네의 남서쪽이며, 메타나에서 남쪽으로 몇 마일 떨어진 곳에 있다. 트리지나는 오늘날 피레아스 현 관할이다. 고대에는 아르골리스 지방의 일부였다) 면적은 190.697 km2이다.

## 신화
그리스 신화에 따르면, 트리지나는 피테우스가 휘페레아와 안테이아라는 두 도시를 통합하고 죽은 형제 트로이젠의 이름을 기리고자 동생의 이름을 따서 만든 도시이다. 트리지나는 피테우스의 딸 아이트라가 아이게우스와 포세이돈과 같은 날 자서 위대한 그리스 영웅 테세우스를 임신한 장소이다. 고로 테세우스가 태어난 곳으로 여겨진다. 아테네로 돌아가기 전, 아에게우스는 트리지나에 있는 큰 바위 아래 자신의 신발과 칼을 남겼고 자식 테세우스가 그 바위를 들어 옮길 수 있게 된다면 아테네에 있는 자신에게 거기 깔린 장비들을 가져오라고 했다. 테세우스는 성장하고 그 바위를 들게 된다.
트리지나는 테세우스의 아들 히폴리토스가 그의 양어머니 파이드라의 비극을 다룬 에우리피데스의 작품, 히폴리토스의 배경이다. 히폴리토스는 도시를 떠나면서 그의 전차가 바다에서 나온 황소의 공격을 받고 죽게 된다. 동일한 소재를 다룬 세네카의 작품과 장 라신의 작품 역시 트리지나를 배경으로 하고 있다. 
트리지나에 관한 다른 신화로는 날개달린 말 페가수스가 이 땅 위에 오자 샘물이 만들어졌다는 이야기기 있다.